# Water of Ruchill
Das Water of Ruchill ist ein etwa zehn Kilometer langer Fluss im Südwesten der Region Perth and Kinross im Norden von Schottland. Er entsteht aus der Vereinigung mehrerer Bäche, die von den angrenzenden, unbewaldeten Bergen (unter anderem Ben Vorlich) zusammenströmen. Anschließend verläuft der Fluss, in nordöstlicher Richtung, im Zentrum des weitgehend unbewohnten Tales Glen Artney. Der erste, kleinere Ort, der an ihm liegt, ist Dalchruin. Etwas oberhalb des rechten Ufers befand sich das Kriegsgefangenenlager Cultybraggan Camp. Schließlich mündet er, bei Comrie, in den Earn.